# Ишанов, Амандурды Бекдурдыевич
Амандурды Бекдурдыевич Ишанов (туркм. Amandurdy Bekdurdyýewiç Işanow; род. 1979, Ашхабад) – туркменский государственный деятель.

## Биография
В 2002 году окончил Туркменский государственный университет. По специальности — финансовый менеджер.
2004—2007 — специалист, главный специалист, начальник отдела договоров и права биржи труда хякимлика города Ашхабада.
2007 — ведущий специалист производственно-технического отдела, исполняющий обязанности начальника отдела кадров Рухабатского трубного завода.
2007—2014 — на различных должностях в Государственной товарно-сырьевой бирже Туркменистана.
04.04.2014 — 31.07.2018 — председатель Государственной товарно-сырьевой бирже Туркменистана.
С 31.07.2018 — министр торговли и внешнеэкономических связей Туркменистана.

## Награды
- Медаль «Magtymguly Pyragy»
- Медаль «Garaşsyz, Baky Bitarap Türkmenistan»
- Медаль «В честь 25-летия Независимости Туркменистана»